# Banda (folk)
Banda eller togbo är ett folk i Centralafrikanska republiken, där de utgör den största befolkningsgruppen, samt i Kongo-Kinshasa, Kamerun och Sudan, sammantaget omkring 1,1 miljoner människor (cirka år 2000. De talar ett språk inom språkfamiljen Adamawa-Ubangi.
Deras traditionella huvudnäring är jordbruk, med odling av majs, maniok, jordnötter, sötpotatis och tobak. Dessutom ägnar de sig en del åt jakt, fiske och samlande. Männen ägnar sig åt jakt och fiske medan kvinnorna  samlar mat och odlar grödor.
Träsnidare från bandafolket har blivit kända för sina säregna skårtrummor utformade som djur. Förutom bruksföremål tillverkas även träföremål för rituella ändamål. Bandafolket tillämpar patrilinjär härkomst och är bosatta i byar bestående av utspridda gårdar. Byarna styrs av en lokal ledare. Fram tills européerna kom var bandafolket statslösa och ledare valdes endast under kristider, när kriserna sedan var lösta fråntogs ledarna också makten. Vid krig garanterades enighet genom åldersindelningar och initieringsriter, semali. Traditionellt har hemgift, ofta i form av järnredskap, krävts. Antalet månggiften har minskat i och med övergången till penningekonomi.